# Берлински договор
Берлинският договор от 1/13 юли 1878 г. е международен договор, който урежда промените в положението на Османската империя след Руско-турската война (1877 – 1878). Договорът е заключителният документ от Берлинския конгрес и е подписан точно месец след началото на тази среща на представителите на Великите сили – на 13 юни същата година в двореца Радзвил.
Договорът се състои от 64 члена. Унищожава разпоредбите на предварителния Санстефанския мирен договор от 3 март 1878 г. между Русия и Османската империя. Санстефанският договор изостря отношенията между Русия и останалите Велики сили. Споровете между тях са поради неспазването от страна на Русия на предварително сключените тайни споразумения с Австро-Унгария – по-специално Райхщадското споразумение от 1876 г. и Будапещенската конвенция от 1877 г., като част от тези спорове са решени с Лондонското споразумение от 30 май 1878 г., предхождащо Берлинския конгрес. Основното противоречие се състои в предварителното съгласие на Русия, документирано в посочените по-горе споразумения и конвенция, на Балканите да не се създава голяма държава.
Някои клаузи на Берлинския договор са променени още при Съединението на Княжество България с Източна Румелия (6 септември 1885). Част от системата, установена с договора, е напълно разрушена на 22 септември 1908 г., когато България обявява независимостта, а Австро-Унгария анексира Босна и Херцеговина, покрай благоприятно условие възникнало в Османската империя, където е налице Младотурската революция

## Предистория
Предварителният Санстефански договор е опит от страна на Русия да се договори с Турция за разпределението на части от територията на Османската империя и създава предпоставки за създаването на трибутарно Княжество България. Датата на подписването на този предварителен и нереализиран договор, трети март, е формализирана от парламента като дата за национален празник на България. Русия се е съгласила и договорила предварително, чрез Райхщадското споразумение от 1876 г., Будапещенската конвенция от 1877 г. и Лондонското споразумение от 1878 г. с другите велики сили, че казусът с евентуалното създаване на нова държава на Балканите, нейният размер и т.н., ще се решава с участието на всички велики сили, а не само по нейно желание.

## Клаузи

### Териториални
Берлинският договор определя територията на българското княжество в земите между Дунав и Стара планина и дотогавашния софийски санджак. Между Стара планина и Родопите се обособява автономна област Източна Румелия, а Македония, Източна Тракия и Западна Тракия остават под пряката власт на султана. Сърбия запазва завладяното през войната Южно Поморавие с градовете Ниш, Пирот и Враня. Черна гора също се уголемява териториално, но придобивките ѝ на адриатическия бряг са поставени под австро-унгарски контрол. Австро-Унгария окупира Босна и Херцеговина, както и Новопазарския санджак. Северна Добруджа е предоставена на Румъния като компенсация за Южна Бесарабия, отнета ѝ в полза на Русия. Русия се разширява и в Кавказ с градовете Батуми и Карс. Договорът изисква от Османската империя да приложи и видоизмени устава за ограничена автономия на Крит. Великобритания узаконява правото си да окупира Кипър.

### Политическо устройство на Балканите
Берлинският договор дава пълна независимост на Сърбия, Румъния и Черна гора, но ги задължава да поемат част от държавния дълг на Османската империя. Договорът запазва в общи линии статута на Княжество България, регламентиран от Санстефанския договор. Срокът на временното руско управление се намалява от две години на девет месеца. Българският княз трябва да бъде избран от народа със съгласието на Великите сили и Османската империя и условието, че не бива да бъде представител на някоя от европейските управляващи династии. За управлението на Княжеството се предвижда Органически устав (Конституция), изработен от събрание на местни първенци. Новата българска държава се поставя във васална зависимост от Османската империя и се задължава да ѝ плаща ежегоден данък, но има собствено правителство и войска, а османската армия няма право да навлиза в нейната територия. За България остават в сила част от капитулациите, наложени от Великите сили на Османската империя до началото на руско-турската война.
Автономията на Източна Румелия е по-ограничена. Областта се управлява от главен управител, назначаван от Високата порта и одобряван от Великите сили с петгодишен мандат. Държавното устройство на областта трябва да бъде уредено от европейска комисия. За Македония и тракийските земи извън Източна Румелия Берлинският договор предвижда административна автономия по критския модел.

## Участници
По настояване от страна на Русия съдбата на България е решена без нито един българин. Методий Кусевич, тогава архимандрит и протосингел при Пловдивската митрополия обръща публично внимание на подготвяните от Русия, Англия и Австро-Унгария несправедливости спрямо българския народ и организира подписки от всички земи, които да бъдат занесени до Берлинския конгрес. В Македония подписките са организирани от Шапкарев, а в Пловдив от самия Методий. Шапкарев поверява адресите от Македония на велешкия търговец Йован Весов, който ги предава в руското посолство. Пловдивските адреси също попадат в руското посолство, след като Костаки Пеев съобщава на руските власти за събраните подписки. Подписките обаче не получават гласност и нито един български представител не отива и не присъства на конгреса.
Участници, решили съдбата на България, са:
- Великобритания: Бенджамин Дизраели, Роберт Гаскойн-Сесил, Одо Ръсел,
- Австро-Унгария: Андраши, Алойс Граф Кароли, Хайнрих Карл фон Хаймерле,
- Германия: Ото фон Бисмарк, Бернхард Ернст фон Бюлов, Хлодвиг цу Хоенлое-Шилингсфюрст,
- Италия: Луиджи Корти, Едуардо до Лоней,
- Русия: Александър Горчаков, Пьотър Шувалов, Барон д'Убри,
- Франция: Уилиям Анри Уадингтон, Сен Валие, Пол Депри и
- Османска империя: Александър-паша Каратеодори, Карл Детроа (Мехмед Али паша), Садуллах бей, Мъкртич Хримиян
- Румъния: Михаил Когълничану, Йон Братиану,
- Гърция: Теодорос Делигянис, Петрос Браилас-Арме
- Сърбия: Йован Ристич
- Черна гора: Боцо Петрович

| |
| Забележимо групиране по интереси и на конгреса |
| 1. Хайнрих Карл фон Хаймерле (Австро-Унгария). 2. Алойс Граф Кароли (Австро-Унгария). 3. Едуардо до Лоней (Италия). 4. Александър Горчаков (Русия). 5. Уилиям Анри Уадингтон (Франция). 6. Бенджамин Дизраели (Англия). 7. Йозеф Мария фон Радовиц (представител, Германия). 8. Хлодвиг цу Хохенлое-Шилингсфюрст (Германия). 9. Луиджи Корти (Италия). 10. де Мун (протоколант, Франция). 11.Сен Валие (Франция). 12. Пол Депри (Франция). 13.Барон д'Убри (Русия). 14. Андраши (Австро-Унгария). 15. Лотар Бухер (Германия) 16. Ото фон Бисмарк (Германия) 17. Пьотър Шувалов (Русия) 18. Бернхард Ернст фон Бюлов (Германия) 19. Фридрих фон Холщайн (Германия) 20. Мориц Буш (германски публицист) 21. Херберт Бисмарк (секретар на баща си) 22. Садуллах бей (Османска империя) 23. Одо Ръсел (Великобритания) 24. Роберт Гаскойн-Сесил (Великобритания). 25. Александър-паша Каратеодори (Османска империя) 26. Мехмед паша (Османска империя) |

## Оценки за Берлинския договор
По силата на Берлинския договор българските територии, установени от Цариградската конференция от 1876 г., са разделени на 7 части: васалното Княжество България, автономната провинция Източна Румелия, Северна Добруджа (предадена на Румъния), Македония, Източна Тракия и Западна Тракия (които запазват статуса си на интегрална част от Османската империя), и Поморавие (предадено на Сърбия). Това предизвиква силно недоволство сред българите. До голяма степен предопределя политиката на България през следващите десетилетия, насочена към обединение на териториите, населени с българи, но останали извън държавните граници.
Подписването на Берлинския договор предизвиква и силни отрицателни реакции на общественото мнение в Русия. Те смятат, че Русия получава твърде малко отстъпки срещу тежките финансови и човешки загуби по време на Руско-турската война (1877 – 1878). От друга страна с равноправното си участие на Берлинския конгрес Русия утвърждава присъствието си на европейската дипломатическа сцена, постигнато с Цариградската конференция, след провала си в Кримската война през 1856 г.